# Nigel de Jong
Nigel de Jong (* 30. November 1984 in Amsterdam) ist ein ehemaliger niederländischer Fußballspieler, der überwiegend im defensiven Mittelfeld eingesetzt wurde. In der deutschen Fußball-Bundesliga stand er beim Hamburger SV sowie beim 1. FSV Mainz 05 unter Vertrag.
Er ist seit Januar 2023 Sportdirektor des KNVB. 

## Karriere
De Jong, der seine gesamte Jugend bei Ajax Amsterdam spielte, ist der Sohn von Jerry de Jong, der ebenfalls Profifußballer war.
Er absolvierte sein Profidebüt am 19. Oktober 2002 in einem Spiel gegen den AZ Alkmaar, das 6:2 endete. Er spielte erstmals für die niederländische Fußballnationalmannschaft am 31. März 2004 im Spiel gegen Frankreich. De Jong wurde außerdem in den Kader für die Fußball-Europameisterschaft 2008 berufen, bei der er drei Spiele absolvierte.
Im Januar 2006 wechselte de Jong zum Hamburger SV und unterschrieb einen Vierjahresvertrag. Mit seinem Treffer im Champions-League-Qualifikationsspiel gegen CA Osasuna bescherte er dem HSV im August 2006 den Einzug in die Champions League. Nach drei Jahren in Hamburg wechselte de Jong in der Winterpause der Saison 2008/09 zum englischen Premier-League-Club Manchester City und erhielt einen Vertrag für 4,5 Jahre. Am 1. Mai 2011 erzielte er sein erstes Ligator für Manchester City. Am 31. August 2012 wechselte er für 5 Millionen Euro zur AC Mailand in die Serie A. Von Februar bis August 2016 stand er beim MLS-Franchise LA Galaxy unter Vertrag.
Am letzten Tag der Sommertransferperiode 2016 wechselte de Jong ablösefrei zu Galatasaray Istanbul. Er unterschrieb einen Zweijahresvertrag. In der Saison 2016/17 kam de Jong auf 18 Einsätze in der Süper Lig, in denen er einen Treffer erzielte. Nachdem de Jong in der Saison 2017/18 keine Berücksichtigung gefunden hatte, wurde sein Vertrag am 5. Januar 2018 aufgelöst. Er schloss sich bis zum Ende der Bundesliga-Saison 2017/18 dem 1. FSV Mainz 05 an und bekam anschließend keinen neuen Vertrag.
Seit Juli 2018 spielte de Jong für eine Saison beim katarischen Erstligisten Al-Ahli SC. Ein letzter Wechsel führte ihn zu al-Shahania SC, bevor er im Juli 2021 seine Karriere beendete.

## Überhartes Spiel
Im Jahr 2010 geriet de Jong durch harte Fouls in die internationale Kritik. Erst brach der Niederländer in einem Freundschaftsspiel gegen die USA im März seinem Gegenspieler Stuart Holden ungeahndet das Bein, wenige Zeit später fiel er im WM-Finale 2010 mit einem Tritt in Karate-Manier gegen die Brust des Spaniers Xabi Alonso auf, wofür er nur die gelbe Karte sah. Am 3. Oktober 2010 fügte er in einem Punktspiel der Premier League seinem Gegenspieler Hatem Ben Arfa einen doppelten Beinbruch zu, was im Spiel ungeahndet blieb. Daraufhin wurde er für die kommenden Spiele zur EM-Qualifikation der niederländischen Nationalmannschaft von Trainer Bert van Marwijk wegen „wiederholt rüder Spielweise“ ausgeladen.

## Zeit nach der Karriere
Im Januar 2023 wurde de Jong neuer Sportchef des niederländischen Fußballverbandes KNVB.

## Erfolge
- 2004 Niederländischer Meister

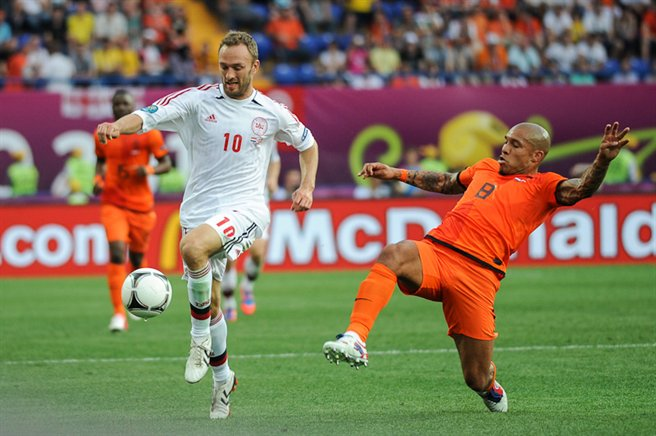
De Jong im Einsatz bei der UEFA Euro 2012

- 2005 Niederländischer Supercup-Sieger
- 2007 UI-Cup-Sieger mit dem Hamburger SV
- 2010 WM-Zweiter mit der Niederländischen Nationalmannschaft
- 2011 Englischer Pokalsieger mit Manchester City
- 2012 Englischer Meister mit Manchester City